# Stadslijst Herentals
De Stadslijst Herentals is een Belgische lokale politieke partij te Herentals.

## Geschiedenis
De partij werd opgericht in het najaar van 2017 en nam een eerste maal deel aan de gemeenteraadsverkiezingen van 2018. De partij overtuigde daarbij 5,7% van de kiezers, goed voor een zetel in de Herentalse gemeenteraad. Verkozene was Bart Lamers.
In de aanloop naar de verkiezingen van 2024 bleek een lokale partij uit Menen hun naam en logo te hebben overgenomen. Het kwam tot een billijke schikking, waarbij de Meense partij het logo mocht blijven gebruiken tot na de verkiezingen. Lijsttrekker bij deze verkiezingen was IT-ondernemer Hans Vets. De partij haalde een identieke score als in 2018 en mocht opnieuw een verkozene afvaardigen in de gemeenteraad. Gemeenteraadslid names de Stadslijst werd ditmaal Vets.